# جکسون کالینز
جکسون کالینز (انگلیسی: Jackson Collins؛ زادهٔ ۵ نوامبر ۱۹۹۸) قایقران کایاک اهل استرالیا است.
وی در مسابقات کشوری و بین‌المللی در مجموع برندهٔ ۱ مدال طلا، ۲ مدال نقره شده است.